# 島浦島
島浦島（しまうらとう）は、日向灘北部に位置する島。離島振興法における離島振興対策実施地域名は島野浦島（しまのうらとう）となっている。行政区分は宮崎県延岡市島浦町（しまうらまち）。

## 地理
延岡市中心部から北東に12kmの日向灘に位置する面積2.85km2、周囲15.5km。本土からの最短距離は約4kmで宮崎県内最大の有人島である。
標高185.5mの遠見場山を中心とした切り立った地形で、島の93%が急峻な山地となっている。一方、島の周囲はリアス式海岸となっており、島の全域が日豊海岸国定公園に属している。
島の西側の漁港周辺に住宅が密集しており、島の人口はピーク時の1955年（昭和30年）には2523人だった。しかし、人口減少により2020年（令和2年）5月1日現在の人口は826人となっている。

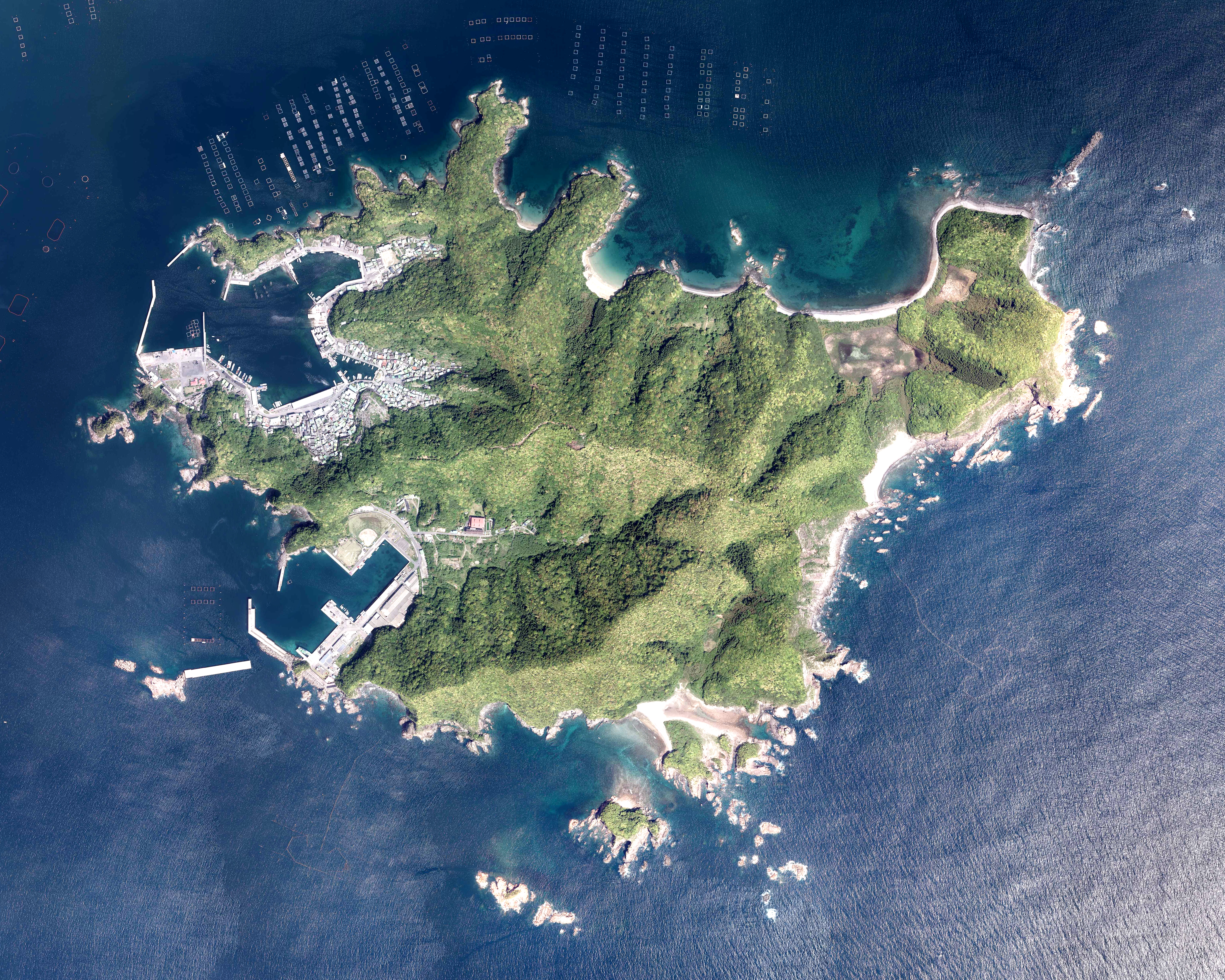
島浦島の空中写真。2018年4月26日撮影の8枚を合成作成。。

## 歴史
- 長い間、瀬戸内海～薩摩航路の中継地で『日向地誌』によると1千石未満の船なら140～150艘が係留できたという。
- 島浦港は江戸時代、延岡藩主内藤氏が参勤交代の際、最初の寄港地としていた。
- 人が定住しはじめたのは、元禄年間（17世紀末）からで、四国の徳島からの移住者が多かったといわれる。

### 年表
- 1556年 : 古文書に初めて島名が見える。
- 1596年 : 京都を立った藤原惺窩が大坂から薩摩国に向かう途中「嶋ノ浦」に寄港している。（南航日記残簡）
- 1889年5月1日 : 町村制施行により東臼杵郡南浦村の一部となる。
- 1955年4月1日 : 南浦村が延岡市に編入される。
- 1957年 : 離島振興法の指定を受ける。延岡市の町名設置に伴い島全域が「島浦町」となり、島名も島野浦島から島浦島と改称される。
- 1974年2月15日 : 日豊海岸国定公園の指定を受ける。
- 2009年4月10日 : 国土交通省都市・地域整備局が主催する「島の宝100景」に選ばれる。

## 交通アクセス
- 島野浦漁港 (第三種漁港)

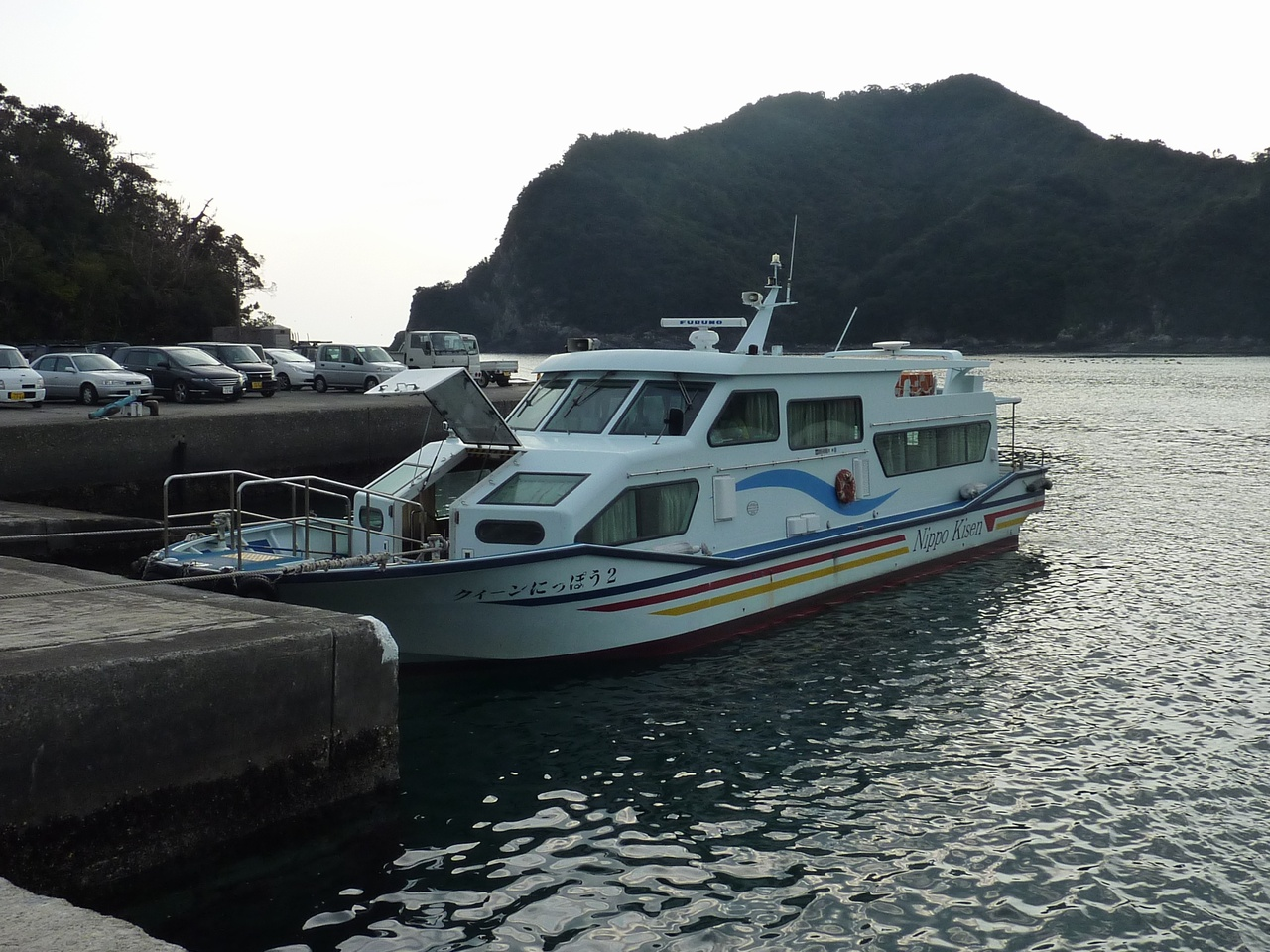
高速艇「クイーンにっぽう2」（浦城港）

  - 浦城港から日豊汽船でのカーフェリーで20分、高速艇で10分で結ばれている。
  - 浦城港へは宮崎交通による延岡駅からの路線バスがあるが、バスの本数が少なく延岡駅側からの日帰り訪問はできない。